# La Boissière (Eure)
La Boissière ist eine französische Gemeinde mit 261 Einwohnern (Stand 1. Januar 2022) im Département Eure in der Region Normandie (vor 2016 Haute-Normandie). Sie gehört zum Arrondissement Les Andelys (bis 2017 Évreux) und zum Kanton Pacy-sur-Eure (bis 2015 Saint-André-de-l’Eure). Die Einwohner werden Buxériens genannt.

## Geografie
La Boissière liegt etwa 19 Kilometer ostsüdöstlich von Évreux. Umgeben wird La Boissière von den Nachbargemeinden Le Plessis-Hébert im Norden, Merey im Osten und Nordosten, Épieds im Südosten, Serez im Süden und Südwesten, Bretagnolles im Westen sowie Boisset-les-Prévanches im Nordwesten.

## Bevölkerungsentwicklung
| Jahr                      | 1962 | 1968 | 1975 | 1982 | 1990 | 1999 | 2006 | 2013 |
| Einwohner                 | 93   | 101  | 86   | 121  | 176  | 225  | 256  | 271  |
| Quelle: Cassini und INSEE |      |      |      |      |      |      |      |      |

## Sehenswürdigkeiten
- Kirche Saint-Jacques